# Felis attica
Felis attica — викопний вид хижих ссавців родини котових (Felidae). Кішка мешкала у Південній Європі у кінці міоцену. Викопні рештки виду знайдені в Іспанії та Греції.
Вчені кажуть, що Felis attica жила близько дев'яти мільйонів років тому. Він був розміром приблизно з рись і трохи нагадував рись. Можливо, це був предок африканської дикої кішки та сучасних домашніх котів.